# 裂盖鳞毛蕨
裂盖鳞毛蕨（学名：Dryopteris subexaltata）为鳞毛蕨科鳞毛蕨属下的一个种。